# Kloster Bonaval
Das Kloster Bonaval (Bona vallis) ist eine ehemalige Zisterziensermönchsabtei in der Gemeinde Retiendas, Comarca Sierra Norte, im Nordwesten der Provinz Guadalajara in Kastilien-La Mancha in Spanien.

## Geschichte

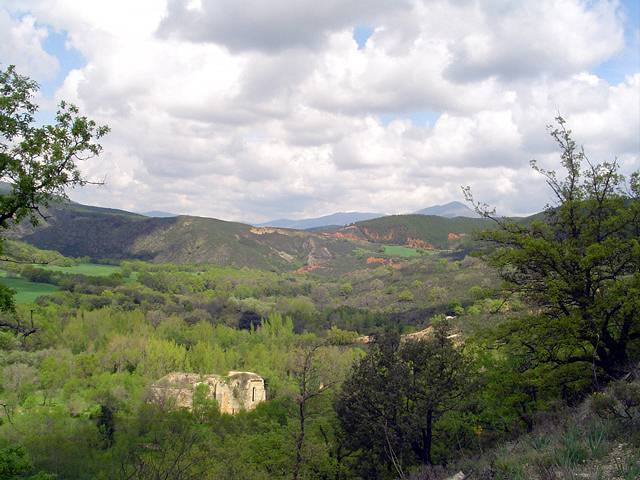
Blick auf das Kloster

König Alfons VIII. von Kastilien schenkte 1164 (und endgültig 1175) dem Zisterzienserorden das Tal, in dem sich das Kloster befindet. Die Besiedelung erfolgte von Kloster Valbuena am Duero. Damit gehörte Bonaval der Filiation der Primarabtei Morimond an. Das zur Abwehr einer moslemischen Invasion gegründete Kloster verfügte über großen Grundbesitz. Nachdem das Kloster der kastilischen Zisterzienserkongregation beigetreten war, verlor es seine Stellung als selbstständige Abtei und wurde 1495 dem Kloster Monte Sión in Toledo als Priorat unterstellt. Als solches entwickelte es sich zum „Altersheim“ des Ordens. In der Zeit der liberalen Regierung wurde es 1821 zugunsten des Mutterhauses in Toledo verlassen und verfiel in der Folge. Heute liegt es in Ruinen.

## Bauten und Anlage

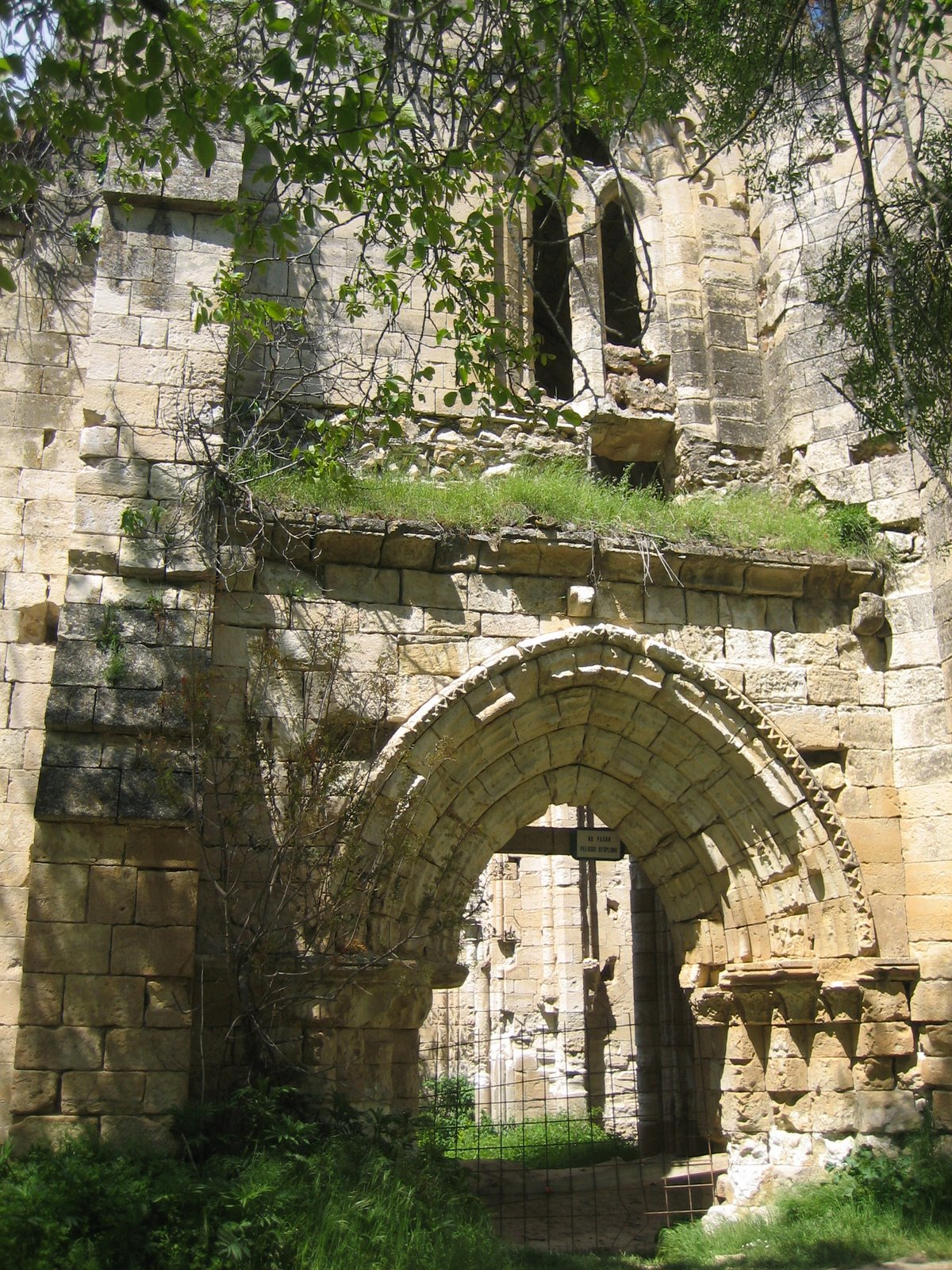
Ansicht der Klosterruine

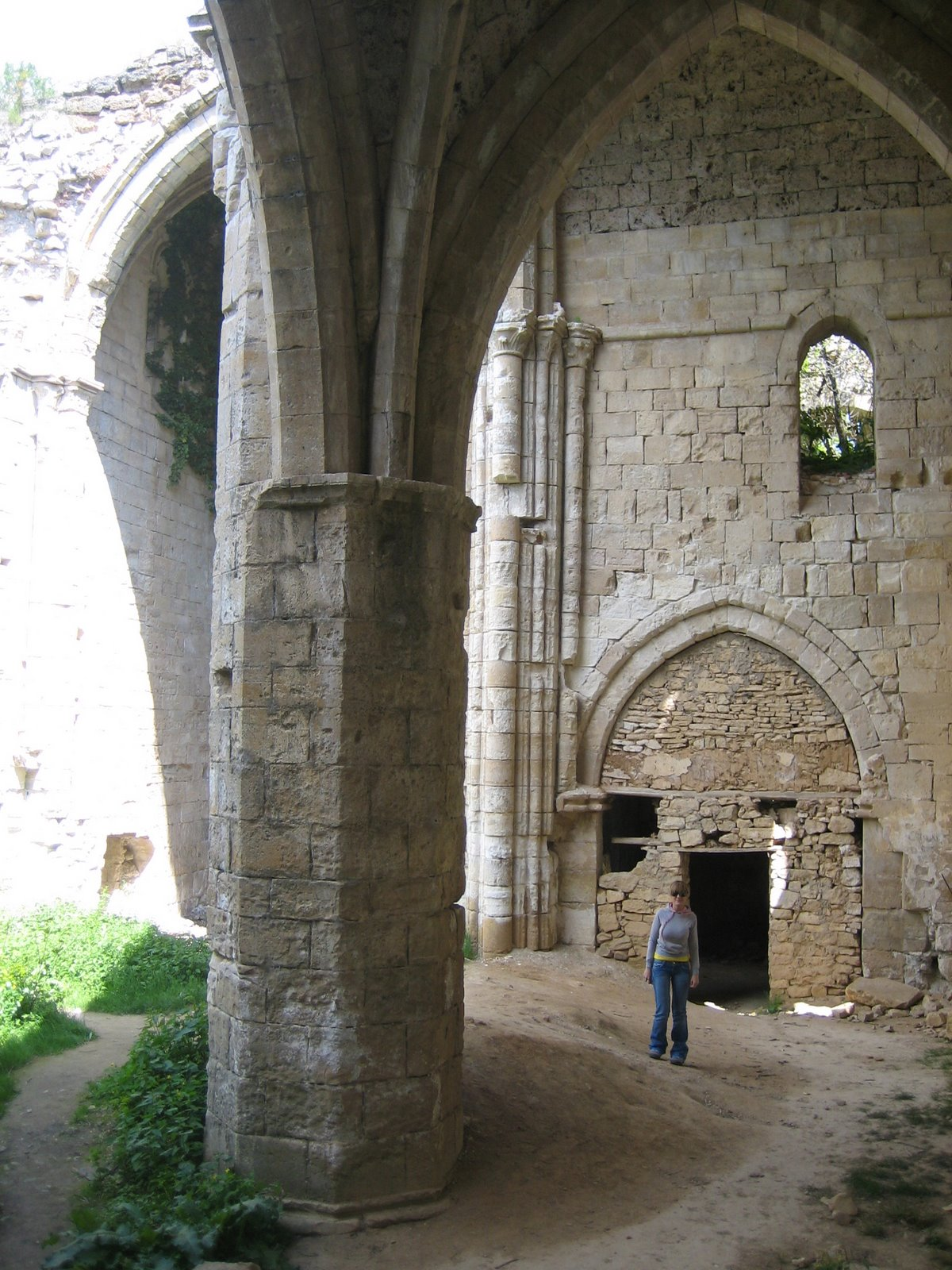
Klosterruine

Von der Abtei sind Teile der dreischiffigen Kirche mit einer dreiseitig geschlossenen Hauptapsis, zwei rechteckige Nebenapsiden, Teile des rechten Querhauses mit einem Treppentürmchen und das einjochige südliche Seitenschiff sowie Teile der Klausurgebäude erhalten.